# Gubernia tyfliska
Gubernia tyfliska (ros. Тифлисская губерния) – jednostka administracyjna Imperium Rosyjskiego na Kaukazie, utworzona ukazem Mikołaja I w 1846. Stolicą guberni był Tyflis. Wchodziła w skład Namiestnictwa Kaukaskiego. Istniała do 1918.
Gubernia była położona w centralnej części Kaukazu Południowego. Graniczyła od północy i północnego wschodu z obwodem terskim i obwodem dagestańskim, od zachodu z gubernią kutaiską, na południu z obwodem karskim i gubernią erywańską, na południowym wschodzie i wschodzie z gubernią jelizawietpolską.
Powierzchnia guberni wynosiła w 1897 – 44 607 km² (39 197 wiorst²). Gubernia w początkach XX wieku była podzielona na 9 ujezdów i okręg zakatalski.

## Demografia
Ludność, według spisu powszechnego 1897 – 1 051 032 osób – Gruzinów (44,3%), Ormian (18,7%), Azerów (10,2%), Rosjan (7,5%), Osetyjczyków (6,4%), Awarów kaukaskich (3,2%), Greków (2,6%), Turków (2,4%), Ukraińców, Polaków, Niemców, Żydów, Czeczenów, Dargijczyków, Lezginów.

### Ludność w ujezdach według deklarowanego języka ojczystego 1897

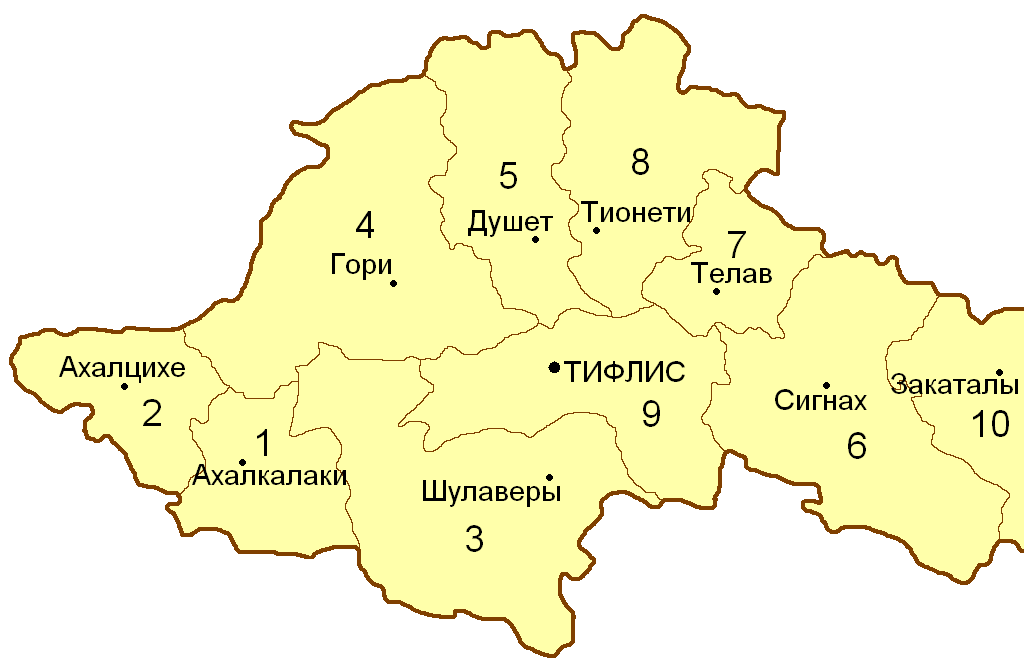
Podział administracyjny guberni

### Ludność w ujezdach według deklarowanego języka ojczystego 1897[1]
| Ujezd            | Gruzini | Ormianie | Azerowie | Rosjanie | Osetyjczycy | Awarowie | Grecy | Turcy | Ukraińcy | Polacy | Niemcy | Żydzi | Czeczeni | Dargijczycy | Lezgini | inni |
| ---------------- | ------- | -------- | -------- | -------- | ----------- | -------- | ----- | ----- | -------- | ------ | ------ | ----- | -------- | ----------- | ------- | ---- |
| Gubernia łącznie | 44,3%   | 18,7%    | 10,2%    | 7,5%     | 6,4%        | 3,2%     | 2,6%  | 2,4%  | …        | …      | …      | …     | …        | …           | …       | …    |
| achalkalakijski  | 8,9%    | 72,3%    | 9,0%     | 7,1%     | …           | …        | …     | …     | …        | …      | …      | …     | 1,1%     | …           | …       | …    |
| achalcychijski   | 17,7%   | 22,0%    | 18,0%    | 2,5%     | …           | …        | …     | 35,1% | …        | …      | …      | …     | 2,0%     | …           | …       | …    |
| borczałyński     | 6,1%    | 36,9%    | 29,4%    | 6,3%     | …           | …        | 16,6% | …     | …        | …      | 1,9%   | …     | …        | …           | …       | …    |
| goryjski         | 65,0%   | 4,0%     | …        | 2,8%     | 26,2%       | …        | …     | …     | …        | …      | …      | …     | …        | …           | …       | …    |
| duszetyjski      | 73,4%   | 2,5%     | …        | 1,4%     | 21,4%       | …        | …     | …     | …        | …      | …      | …     | …        | …           | …       | …    |
| Okręg zakatalski | 14,7%   | 2,5%     | 34,4%    | …        | …           | 37,6%    | …     | …     | …        | …      | …      | …     | …        | …           | 8,8%    | 1,2% |
| sygnachski       | 82,9%   | 6,2%     | 5,2%     | 4,3%     | …           | …        | …     | …     | …        | …      | …      | …     | …        | …           | …       | …    |
| telawijski       | 85,9%   | 7,1%     | 2,8%     | 1,0%     | …           | 2,6%     | …     | …     | …        | …      | …      | …     | …        | …           | …       | …    |
| tianetyjski      | 88,7%   | 1,6%     | …        | 1,9%     | …           | …        | …     | …     | …        | …      | …      | …     | …        | 6,2%        | …       | …    |
| tyfliski         | 34,2%   | 24,7%    | 5,9%     | 22,1%    | …           | …        | 1,9%  | …     | 1,5%     | 2,1%   | 2,3%   | 1,4%  | …        | …           | …       | …    |

## Losy terytorium guberni
Po przewrocie bolszewickim w Rosji i rozpędzeniu Konstytuanty Rosji przez bolszewików, Sejm Zakaukaski proklamował 10 lutego 1918 powstanie Zakaukaskiej Demokratycznej Republiki Federacyjnej w której skład weszła gubernia tyfliska. Od 26 maja 1918 Demokratyczna Republika Gruzji. Po podboju Gruzji przez Armię Czerwoną (luty-marzec 1921) w Gruzińskiej Socjalistycznej Republice Radzieckiej (od 25 lutego 1921), w tym w latach 1922–1936 w składzie Zakaukaskiej Federacyjnej Socjalistycznej Republiki Radzieckiej – republiki związkowej ZSRR, w latach 1936–1991 samodzielna republika związkowa ZSRR. Od 1991 niepodległa Gruzja. Okręg Cchinwali jest nieuznanym międzynarodowo quasi-państwem Osetia Południowa kontrolowanym przez Osetyjczyjków wspieranych przez Federację Rosyjską i jej wojsko.